# Domaine de Shishido
Le domaine de Shishido (宍戸藩, Shishido-han) est un han japonais de l'époque d'Edo. Situé dans la province de Hitachi (de nos jours préfecture d'Ibaraki), il est dirigé pendant la plus grande partie de son histoire par une branche du clan Tokugawa du domaine de Mito. Le domaine est confisqué pour supporter le parti Tengu en 1864 mais restitué à la famille après la chute du shogunat en 1868. Le domaine est finalement dissous lors de l'abolition du système han en 1871.

## Liste des daimyōs du domaine de Shishido au cours de l'époque d'Edo
- Clan Akita (50 000 koku)

1. Sanesue
2. Toshisue

(brève période d'intervention du tenryō)
- Clan Matsudaira (Mito) (10 000 koku)

1. Yorikatsu
2. Yorimichi
3. Yorinori
4. Yorita
5. Yorisuke
6. Yoriyuki
7. Yorikata
8. Yoritaka
9. Yorinori

(nouvelle brève période d'intervention du tenryō)
1. Yoritaka

## Source de la traduction
- (en) Cet article est partiellement ou en totalité issu de l’article de Wikipédia en anglais intitulé « Shishido Domain » (voir la liste des auteurs).